# Relaciones Argentina-Ecuador
Las relaciones Argentina-Ecuador son las relaciones internacionales entre la República Argentina y la República del Ecuador.

## Historia
Argentina y Ecuador comparten una historia rica y compleja que se remonta a la época precolombina. Ambas naciones formaron parte del imperio incaico, lo que estableció lazos culturales que perduran hasta nuestros días. Durante la época colonial, ambas naciones estuvieron bajo el dominio español, lo que moldeó su historia y su identidad nacional. La independencia de ambos países en el siglo XIX marcó el inicio de una relación bilateral que se ha fortalecido con el paso de los años.

## Comercio bilateral e Inversiones mutuas
La relación comercial entre Argentina y Ecuador se ha intensificado en las últimas décadas, con un intercambio de bienes y servicios que beneficia a ambas naciones. Argentina es uno de los principales socios comerciales de Ecuador en América del Sur, y viceversa. El comercio bilateral abarca una amplia gama de sectores, desde la agricultura y la industria, hasta la tecnología y los servicios.
En cuanto a las inversiones mutuas, Argentina y Ecuador han fortalecido sus lazos económicos a través de la inversión directa en sectores estratégicos como la energía, la minería y la infraestructura. Ambas naciones han firmado acuerdos de cooperación en materia de inversión que han contribuido al crecimiento económico y al desarrollo sostenible de ambos países.

## Cooperación internacional e intercambio cultural
La cooperación internacional entre Argentina y Ecuador se ha consolidado en áreas como la educación, la ciencia y la tecnología, la salud y el medio ambiente. Ambas naciones han trabajado juntas en proyectos de cooperación que han beneficiado a sus ciudadanos y han fortalecido su relación a nivel internacional.
El intercambio cultural entre Argentina y Ecuador ha enriquecido la diversidad cultural de ambas naciones, promoviendo el diálogo intercultural y la comprensión mutua. El arte, la música, la literatura y la gastronomía son algunas de las manifestaciones culturales que se han compartido entre los dos países, contribuyendo a fortalecer los lazos de amistad y cooperación.

## Política, diplomacia y defensa
En el ámbito político, Argentina y Ecuador mantienen relaciones bilaterales sólidas, basadas en el respeto mutuo y la cooperación en temas de interés común. Ambas naciones han firmado acuerdos de colaboración en materia de política exterior, seguridad y defensa, que han fortalecido su relación a nivel regional e internacional.
La diplomacia entre Argentina y Ecuador se ha caracterizado por el diálogo constructivo y la búsqueda de soluciones pacíficas a los conflictos. Ambas naciones han trabajado juntas en organismos internacionales como la ONU, la OEA y la CELAC, promoviendo la paz, la seguridad y el desarrollo sostenible en la región y en el mundo.

## Turismo, Arte y Patrimonio
El turismo entre Argentina y Ecuador ha experimentado un crecimiento significativo en los últimos años, con miles de visitantes que viajan entre ambos países para disfrutar de su rica oferta cultural, natural y gastronómica. Argentina es conocida por su cosmopolita ciudad de Buenos Aires, sus paisajes naturales como la Patagonia y las Cataratas del Iguazú, y su excepcional gastronomía. Ecuador, por su parte, ofrece a los turistas la oportunidad de explorar las Islas Galápagos, la Amazonía ecuatoriana y la costa del Pacífico.
El arte y el patrimonio cultural de Argentina y Ecuador son parte fundamental de su identidad nacional. Ambas naciones cuentan con una rica tradición artística y arquitectónica que se manifiesta en sus museos, galerías de arte y sitios históricos. La literatura, la música, la danza y otras expresiones culturales son celebradas y promovidas en ambos países, enriqueciendo la vida cultural de sus ciudadanos y atrayendo a visitantes de todo el mundo.

## Misiones diplomáticas
- Argentina tiene una embajada en Quito.[9]
- Ecuador tiene una embajada en Buenos Aires.[10]